# Herophydrus morandi
Herophydrus morandi är en skalbaggsart som beskrevs av Guignot 1952. Herophydrus morandi ingår i släktet Herophydrus och familjen dykare. Inga underarter finns listade i Catalogue of Life.